# Résistance (psychologie)
Pour les articles homonymes, voir Résistance.
 (octobre 2019).
Le terme résistance en psychologie renvoie globalement à la notion de conflit. Mais le concept prend des sens extrêmement différents selon que ce conflit est d'ordre intrapersonnel (mésentente d'un individu avec lui-même), interpersonnel (mésentente avec d'autres sujets), ou d'origine sociétale (résultant de l'évolution des modes de vie).

Le concept de résistance émerge dans le champ de la psychologie en 1895.
Il est étudié depuis dans des branches très différentes et son sens ne cesse d'évoluer.

- En psychanalyse qui prend en compte l'inconscient en tant que principe psychique actif, on appelle résistance le fait de refouler certains contenus qui en émanent.
- En psychologie analytique, la notion de résistance équivaut chez Carl Gustav Jung à celle du concept de résistance en psychanalyse jusqu'à sa rupture avec Sigmund Freud ; elle se trouve nuancée ensuite.
- En psychothérapie, notamment en Gestalt-thérapie, le mot désigne le fait de se montrer trop peu réceptif aux contenus de sa conscience et de celle d'autrui.
- En psychologie du travail et des organisations, la résistance relève de ce que certains sociologues appellent la résistance au changement : l'opposition de certains individus à l'évolution des entreprises dans un contexte économique marqué par une quête croissante de productivité.
- En psychologie politique est étudiée la façon dont des individus ou groupements résistent à certains projets de réformes et à la réception qui en est faite par les gouvernants.
- En psychologie sociale, enfin, le mot renvoie à la façon dont les individus résistent, ou non, à l'effet nivelant de la culture de masse et plus généralement à l'influence sociale.

Bien que différentes, ces approches sont étroitement liées. On note au moins deux types de similitudes :
- Dans tous les cas, la résistance se manifeste selon des modalités différentes (appelées symptômes en psychologie clinique).
- Dans tous les cas également, elle apparaît ambivalente :
- elle constitue un obstacle au dialogue avec soi-même (car "refoulant" les contenus inexprimés de l'inconscient ou de la conscience) ;
- elle constitue une protection de la conscience (autant contre l'irruption invasive des contenus inconscients que contre l'influence sociale).

Issu du champ de la psychologie, le concept de "résistance" s'est progressivement ouvert à d'autres champs de recherche en sciences humaines, notamment la sociologie et l'anthropologie : il est désormais considéré comme un objet transdisciplinaire.

## Origines du concept

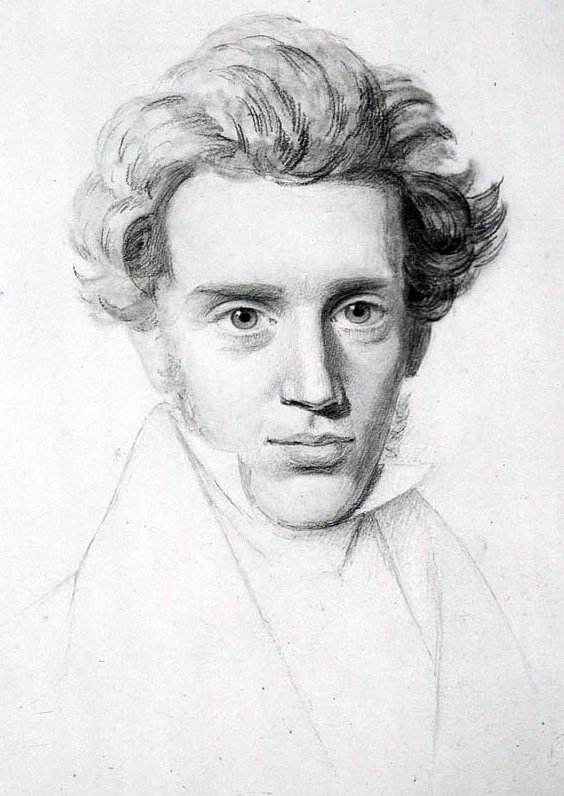
Søren Kierkegaard.

Si c'est tout à la fin du XIXe siècle, avec Sigmund Freud, qu'apparait le concept de « résistance » au sens où on l'entend aujourd'hui, on en trouve les prémices beaucoup plus tôt, au sein du christianisme, avec le concept de « tentation », comme l'indique un demi-siècle avant Freud, en 1846, le philosophe Søren Kierkegaard dans son Post-scriptum aux miettes philosophiques :

« La résistance est le péché de l'intelligence. »

Selon lui, l'acte de résister est tout entier la marque d'un conflit intérieur : l'homme souffre parce qu'il est une synthèse de temporel, qui l'empêche de connaître Dieu, et de l'éternel, qui aspire au contraire à le connaître. Et c'est précisément en s'aventurant en dehors du dialogue avec Dieu, en s'engageant dans la voie de "la modernité", qu'il éprouve l'acte de résister comme une lourde obligation.
Cette idée est reprise par la suite dans les milieux protestants, particulièrement réceptifs à l'idée de résistance, de par leur histoire :

« En se demandant à quoi devrait résister aujourd’hui un chrétien réformé, on aboutit au thème biblique de la tentation. Cette notion est peut-être celle qui décrit le mieux la vulnérabilité de l’être humain face aux épreuves de la vie. Nous ne faisons pas seulement l’expérience du mal dans le monde qui nous entoure, mais ce dernier s’insinue à l’intérieur de notre esprit au moyen de la tentation. La résistance du chrétien doit donc s’exercer à la fois à l’extérieur, dans la société, et à l’intérieur de lui-même. »

Le catholicisme s'inscrit plus tardivement dans cette approche. Ainsi, en 2013, le Vatican approuve la publication d'une nouvelle traduction en français de la Bible liturgique, où la formule « ne nous soumets pas à la tentation » (sixième et avant-dernier verset de la prière du Notre Père) est remplacée par « ne nous laisse pas entrer en tentation », afin de déplacer de Dieu vers l'homme la responsabilité de la résistance à la tentation.

## Psychologie individuelle

### Psychanalyse
En 1895, dans ses Études sur l'hystérie, Sigmund Freud observe dans le travail thérapeutique une « résistance (Widerstand) de ses patients : 

« Par mon travail psychique, je devais vaincre chez le malade une force psychique qui s’opposait à la prise de conscience […] En m’efforçant de diriger vers elle l’attention du patient, je sentais cette force de répulsion, celle même qui s’était manifestée par un rejet lors de la genèse du symptôme, agir sous forme d’une résistance » »

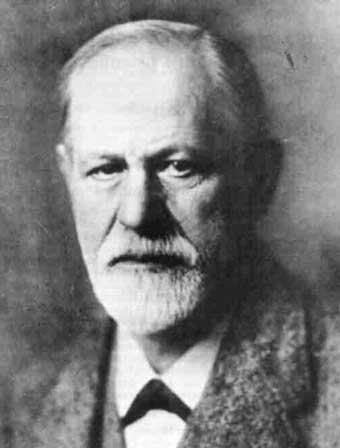
Sigmund Freud.

Freud considère alors la résistance comme un obstacle à éliminer. Il en fait plusieurs fois mention dans ses récits de « l’Homme aux rats » (1907-1909) et du « petit Hans » (1908-1909) : « Vaincre les résistances est une condition du traitement à laquelle nous n’avons pas le droit de nous soustraire ».
De 1910 à 1915, il étudie les résistances dans ce que Jacques Lacan appelle les "écrits techniques".
Dès 1910, il écrit :

« Actuellement, nos efforts tendent directement à trouver et à vaincre les résistances et nous pensons à juste titre que les complexes se révéleront sans peine dès que les résistances auront été découvertes et écartées. »

En 1914, dans un article intitulé "Remémoration, répétition et perlaboration", il écrit : 

« Il faut laisser au malade le temps de bien connaître cette résistance qu'il ignorait, de la perlaborer, de la vaincre et de la poursuivre, malgré elle et en obéissant à la règle analytique fondamentale, le travail commencé. »

Freud revient encore sur la question en 1917 dans un chapitre de son Introduction à la psychanalyse, intitulé précisément « Résistance et refoulement » mais, peu à peu, il se rend compte non seulement de la difficulté mais aussi de la contre-productivité de forcer les résistances. Elles constituent en effet un indicateur important des conflits psychiques, puisqu’elles sont en liaison à la fois avec les défenses du moi et les représentations refoulées. Dès lors, il abandonne le forçage des résistances pour leur interprétation.
Au-delà du cadre de la cure, Freud introduit en 1925 la notion de « résistance à la psychanalyse » en général, à savoir l'opposition à la notion même d'inconscient et au fait que celui-ci façonne la conscience.
D'après Plon et Roudinesco, le concept de résistance « n'a suscité que fort peu de discussions et de polémiques dans la descendance freudienne, à l'exception de Melanie Klein ». En 1936, Anna Freud a certes introduit un concept proche, celui de mécanisme de défense mais, comme le soulignent certains commentateurs, il importe de « distinguer les défenses des résistances, qui ne se découvrent que dans le cadre de la psychothérapie, où le sujet résiste au transfert suscité par la cure analytique ».

### Psychologie analytique
Dès le début de sa collaboration avec Freud, le Suisse Carl Gustav Jung reprend le concept de résistance. Comme le souligne en effet le psychiatre Thierry Vincent, « pour Jung, l’apport de Freud dans cette conception traditionnelle des choses est celui des « psychonévroses de défense » et du « délire est un rêve », c’est-à-dire celui des formations de l’inconscient et de la résistance qu’elles provoquent dans le Moi ».
De fait, dès 1908, Jung écrit :

« Il faut que le sujet dise absolument tout ce qui lui passe par la tête sans appliquer du tout attention. Le commencement est toujours difficile, surtout dans l'examen introspectif où l'attention ne peut pas être supprimée au point de paralyser l'effet freinateur de la censure. Car c'est envers soi-même que l'on a les plus vives résistances. »

Il aura par la suite une attitude plus nuancée. En 1936, il écrit :

« La crainte et la résistance que tout homme naturel éprouve devant une descente trop profonde en lui-même sont, au fond, l'angoisse devant le voyage aux Enfers. Si l'on n'éprouvait que de la résistance, la chose ne serait pas si mauvaise. Mais, en réalité, il émane de l'arrière-plan psychique, précisément de cette région sombre et inconnue, une attirance fascinante, qui menace de devenir de plus en plus subjuguante à mesure que l'on s'enfonce dans l'inconscient. Le danger psychologique qui survient ici est celui de la désintégration de la personnalité. »

Et à la fin de sa vie, il affirme :

« Je n'insiste jamais lorsque le sujet n'est pas enclin à suivre sa propre voie, ni à prendre sa part de responsabilité. Je ne suis pas disposé à me contenter de la supposition facile qu'il ne s'agit de "rien d'autre" que de résistances banales. Les résistances, notamment quand elles sont opiniâtres, méritent qu'on en tienne compte, elles ont souvent le sens d'avertissements qui ne veulent point être ignorés. »

S'il se montre prudent face aux résistances de ses patients à leur inconscient et n'entend pas les forcer à tout prix, Jung ne considère pas moins que leur existence pose problème, jusqu'à représenter un problème de société :

« Celui qui nie l'existence de l'inconscient suppose en fait que nous connaissons aujourd'hui totalement la psyché. Et cette supposition est d'une fausseté aussi évidente que la supposition que nous connaissons tout ce qu'il y a à connaître de l'univers physique. (…) Il est facile de comprendre pourquoi les rêveurs tendent d'ignorer ou même de rejeter le message qui leur est ainsi communiqué. La conscience résiste naturellement à tout inconscient et inconnu. J'ai déjà signalé l'existence de ce que les anthropologues appellent "le misonéisme", c'est-à-dire une peur profonde, superstitieuse, de la nouveauté. Les primitifs ont la même réaction que l'animal sauvage devant des événements désagréables. Mais l'homme "civilisé" réagit devant les idées nouvelles (…) La psychologie est une science des plus jeunes et parce qu'elle s'efforce d'élucider ce qui se passe dans l'inconscient, elle se heurte a une forme extrême de misonéisme. »

### Psychothérapie / Gestalt-thérapie
En 1951, le psychothérapeute allemand Frederick Perls ainsi que deux Américains, Ralph Hefferline (professeur de psychologie) et Paul Goodman (écrivain), posent les bases de la Gestalt-thérapie, une nouvelle approche dans le champ de la psychothérapie centrée sur l’interaction constante de l’être humain avec son environnement et visant un changement à la fois personnel et psychosocial de l'individu. Principe fondamental : « la Gestalt-thérapie valorise l’émotion comme moteur d’adaptation à notre environnement ».
Et dès 1942, Perls écrit :

« la psychanalyse a raison d’insister sur les résistances, mais elle le fait bien souvent dans l’idée qu’elles sont quelque chose d’indésirable – dont on doit se débarrasser au plus vite et détruire dès qu’elles surgissent, afin d’aboutir à un caractère normal. Cependant, la réalité est quelque peu différente. On ne peut détruire les résistances ; elles ne sont, de toutes façons, pas un mal, mais bien plutôt une énergie intéressante de notre personnalité, nocive uniquement quand elle est mal employée. »

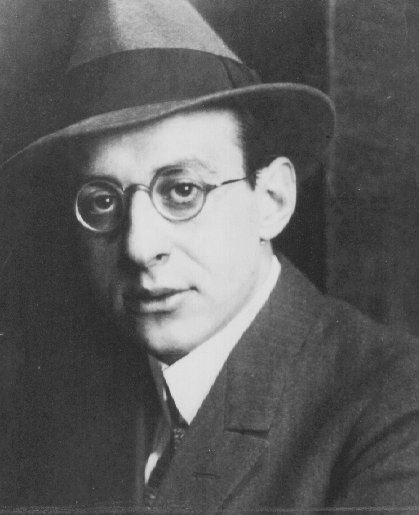
Fritz Perls

En 1993, le thérapeute gestaltiste américain James Kepner écrit :

« Dans toutes les psychothérapies, qu’elles soient comportementales, analytiques, systémiques, physiques ou verbales, le phénomène de la résistance apparaît à un moment ou à un autre. Même si le patient exprime un authentique désir de changer, même si l’analyse est conduite de façon intelligente avec les outils les plus appropriés, au bout d’un moment, la thérapie n’avance plus. Le patient sait parfaitement ce qu’il, ou elle, " devrait " ou veut faire et pourtant il ou elle n’y parvient pas. Le thérapeute voit une direction qui pourrait apporter un développement positif, mais il est incapable d’y conduire son patient. Tout se passe comme si le patient (qu’il soit seul ou en groupe, que ce soit un couple ou une famille) sapait tous les efforts que le thérapeute déploie pour l’aider, et persistait à adopter un comportement apparemment malsain. »

La question de l'adaptation à l'environnement devenant toutefois progressivement la question centrale de la Gestalt-thérapie, certains représentants de ce mouvement s'interrogent au début du XXIe siècle quant à sa vocation thérapeutique, tels le clinicien Jean-Marie-Robine :

« J’ai eu maintes occasions de m’interroger autour d’une question qui me préoccupe depuis longtemps : qu’est ce qui est thérapeutique dans la Gestalt-thérapie ? (…) Si le thérapeute ose placer le concept de forme au centre de son approche de l’expérience humaine, ce ne sera plus la notion de pathologique qui constituera le paradigme essentiel. Ce ne sera plus seulement par une approche scientifique que la psychothérapie se caractérisera mais d’abord et surtout par une approche esthétique. »

Pour Robine, la relation entre le clinicien et son patient n'a pas seulement pour fonction d'aider celui-ci à se développer, mais aussi celle de « modéliser le changement social ».
Ce type de réflexion illustre l'évolution de la psychologie en tant que science tout au long du XXe siècle : le passage progressif d'une psychologie que l'on peut qualifier d'individuelle, centrée sur les modes de pensée et de vivre des humains plus ou moins indépendamment des milieux ambiants, à une psychologie collective, où ces modes de pensée et de vivre sont au contraire appréhendés comme relevant d'une interaction continue avec le milieu ambiant.

## Psychologie sociale
Le concept de résistance est également débattu dans le champ de la psychologie sociale.
En 1966, Jack et Sharon Brehm (en) (présidente de l'Association américaine de psychologie, qui œuvre dans le domaine de la psychologie expérimentale) introduisent le concept de réactance pour définir tout mécanisme de défense mis en œuvre par un individu en vue de maintenir sa liberté d'action lorsqu'il la croit menacée. Certains commentateurs assimilent aujourd'hui la réactance à une résistance individuelle.
Or, durant la seconde moitié du XXe siècle, le concept de résistance mobilise autant les responsables en management que les chercheurs en psychologie sociale, voire certains psychanalystes. Ainsi, en 2011, Pascal Neveu — qui est à la fois psychanalyste et conseil stratégique auprès de dirigeants d'entreprise — estime que ce concept ne plus être pensé indépendamment de celui de changement : « le but d’une analyse est sans contestation possible tant la levée du symptôme exprimé par le patient que le changement structural de sa personnalité ».
Et dans le sillage de la Gestalt-thérapie, l'expression « résistance au changement » n'est plus l'apanage de la psychothérapie et de la psychologie du travail : un grand nombre de socio-psychologues s'en emparent afin de désigner les difficultés des individus à s'adapter aux exigences du monde moderne dans sa globalité. Non plus seulement dans le monde du travail mais dans celui des loisirs et de la culture de masse.

### Le rapport individu-masse
L'origine de ce questionnement remonte aux débuts du XXe siècle, dans un contexte d'urbanisation galopante. De part et d'autre de l'Atlantique, des intellectuels s'interrogent sur la nature du comportement des individus dès lors qu'ils se retrouvent immergés dans des foules mais l'essentiel des débats se joue dans les années 1920, quand se développent les concepts d'opinion publique et de société de masse.

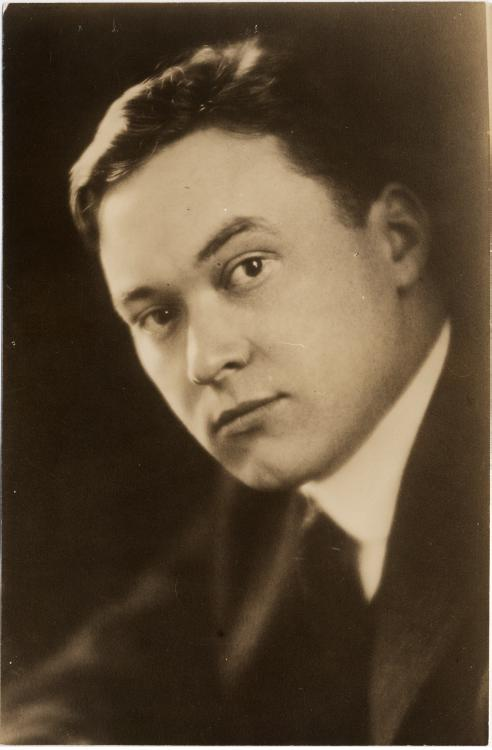
Walter Lippmann
(ici en 1914)

En 1921 est publié Psychologie des masses et analyse du moi de Sigmund Freud puis, l'année suivante, Critique de l'opinion publique de Ferdinand Tönnies et surtout Opinion publique du journaliste américain Walter Lippmann. Celui-ci forge alors le concept de « fabrique du consentement » (manufacturing consent). Selon lui, pour « mener à bien une propagande, il doit y avoir une barrière entre le public et les évènements » et il pense que la démocratie a vu la naissance d'une nouvelle forme de propagande, basée sur les recherches en psychologie associées aux moyens de communications modernes.
À partir de ce moment, l'essentiel des réflexions se tient aux États-Unis. En 1923, Edward Bernays reprend le concept d'opinion publique. Instruit non seulement par les théories de Freud (son oncle) et celles de Lippmann mais aussi par les idées de Le Bon et de Trotter, il imagine une industrie de l'opinion publique. Et cinq ans plus tard, en 1928, il pose les fondements des techniques de manipulation mentale dans une société de masse, estimant non seulement qu'une propagande est efficace et influente si elle s'adresse aux motivations cachées et refoulées du public mais que « les pensées et les actions de l'être humain sont des mesures compensatoires et des substituts aux désirs qu'il a été obligé de supprimer ».
Les réflexions se développent dans les années 1930 aux États-Unis, axées cette fois sur le concept de propagande, au sens où l'entend Bernays, notamment sous l'impulsion de l'économie, quand ce qu'on appelait "la réclame" devient "la publicité", chargée non plus seulement de promouvoir un produit mais tout un style le vie, "l'American Way of Life", et tout un type de société, la "société de consommation". Ces recherches s'accentuent durant l'Après-guerre, mais restent peu connues en Europe, où les médias n'ont pas encore atteint le statut d'industries.
Dans les années 1930, la montée des régimes totalitaires (fascisme, nazisme, communisme…) interroge les sociologues : jusqu'à quand un individu peut-il conserver son esprit critique et son libre arbitre, non seulement dans une dictature, où les libertés sont bafouées, mais dans une démocratie, où les médias de masse exercent une forte influence ? À cette question, Jung apporte en 1957 une réponse catégorique en s'engageant pour la première fois sur le terrain de la psychologie sociale : « seul peut résister à une masse organisée le sujet qui est tout aussi organisé dans son individualité que l'est une masse ». Et selon lui, « être organisé dans son individualité » exige de se soumettre à un long et rigoureux travail d'introspection, qu'il appelle précisément processus d'individuation, au cours duquel les projections de l'inconscient sur la réalité sont identifiées comme telles.

### De la résistance individuelle à la résistance collective

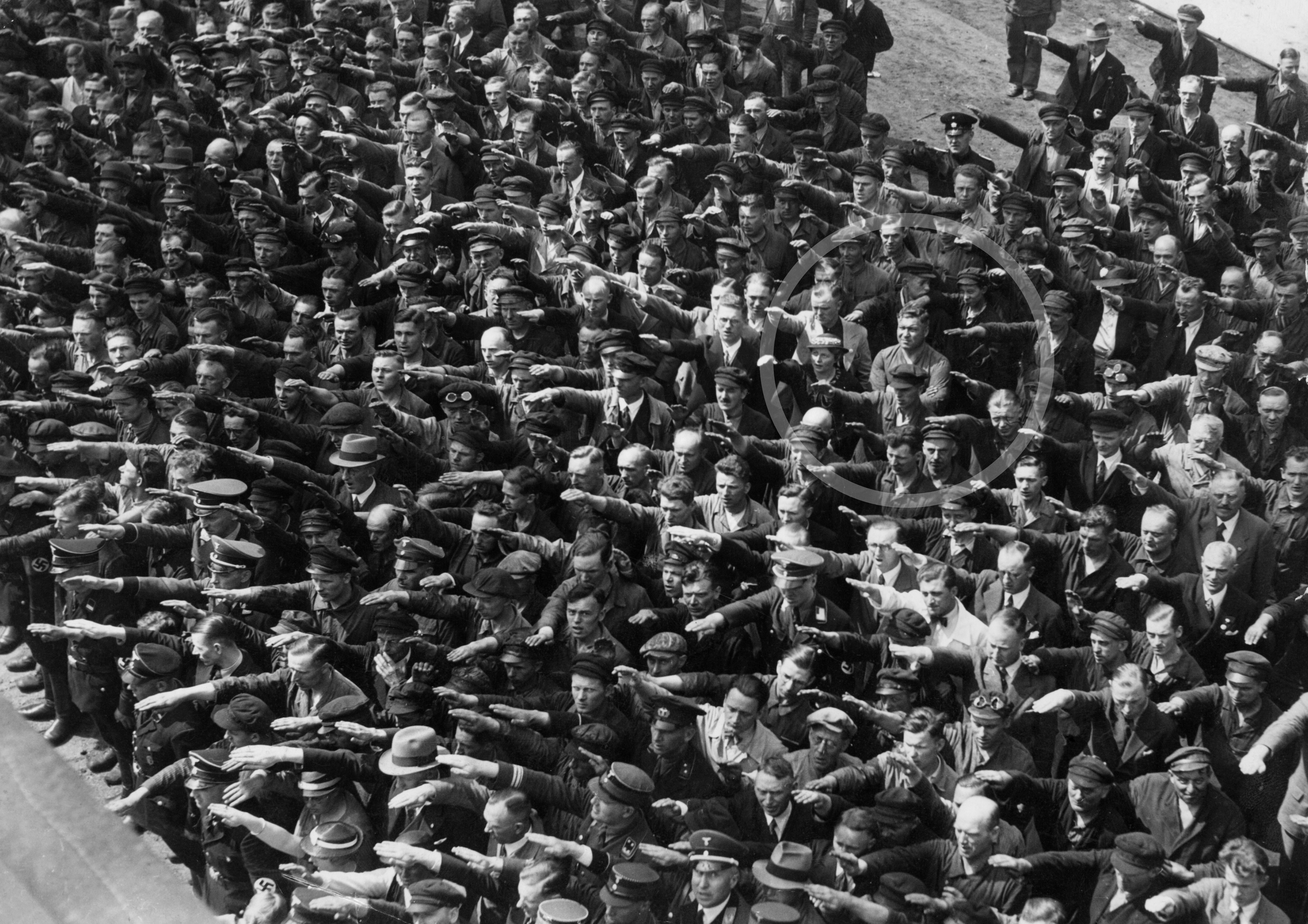
En 1936 à Hambourg, une foule fait le salut nazi à l'exception d'un seul homme, August Landmesser (sur la photo, au milieu du cercle).

Le mot "Résistance" (avec une majuscule) désigne le mouvement d'opposition des populations civiles à l'occupation allemande pendant la Seconde Guerre mondiale. À la différence par exemple du mot "révolution", fréquemment décliné, celui-ci est rarement utilisé ; pas même pour qualifier des mouvements réfractaires à l'autorité de l'État : anarchistes, adeptes de la désobéissance civile, zadistes… D'autres expressions lui sont préférées (en 1972, par exemple, les traducteurs français du rapport Meadows - alias "Les Limites à la croissance" - baptisent celui-ci "Halte à la Croissance !") et rares sont les intellectuels à y recourir aujourd'hui, tel le politologue Pierre-André Taguieff ou le psychologue Olivier Houdé.
À l'inverse, l'historien François Jarrige note qu'il est fréquent de qualifier de "technophobe" ou d'un autre terme péjoratif quiconque critique l'idéologie du progrès, souligne la dangerosité du nucléaire ou l'abêtissement causé par la publicité,.
Ironie du sort, ce type de stigmatisation s'opère par l'usage du mot "résistance", dès lors que lui sont accolés les mots "au changement". L'expression "résistance au changement" est en effet fréquemment reprise dans les milieux du management et de l'innovation technologique, comme synonyme des mots immobilisme, néophobie ou passéisme.

## Questionnements contemporains
Plusieurs psychologues cliniciens et psychothérapeutes semblent s'accorder sur une double idée :
1. si les chances de réussite d'une cure reposent avant tout sur le transfert du patient sur l'analyste, permettant par suite la libération de la parole, c'est d'abord parce que celui-ci est "un autre", incarné, bien réel[48] ;
2. à l'inverse, s'il est difficile pour un patient de lever ses résistances, c'est pour la même raison : parce que la parole est livrée à cet "autre" et à son possible jugement moral (d'où la nécessité alors que le contre-transfert s'opère dans les meilleures conditions).

"Transfert" et "résistance" sont ainsi les deux faces opposées du traitement analytique : celui-ci ne peut s'amorcer que s'il y a tension, conflit, entre d'une part le désir de se lâcher pour aller de l'avant ; d'autre part celui - "plus fort que soi" - de se retenir, refouler, se maintenir dans le statu quo. Et le traitement ne peut aboutir que si le désir de l'ouverture l'emporte sur celui du repli.

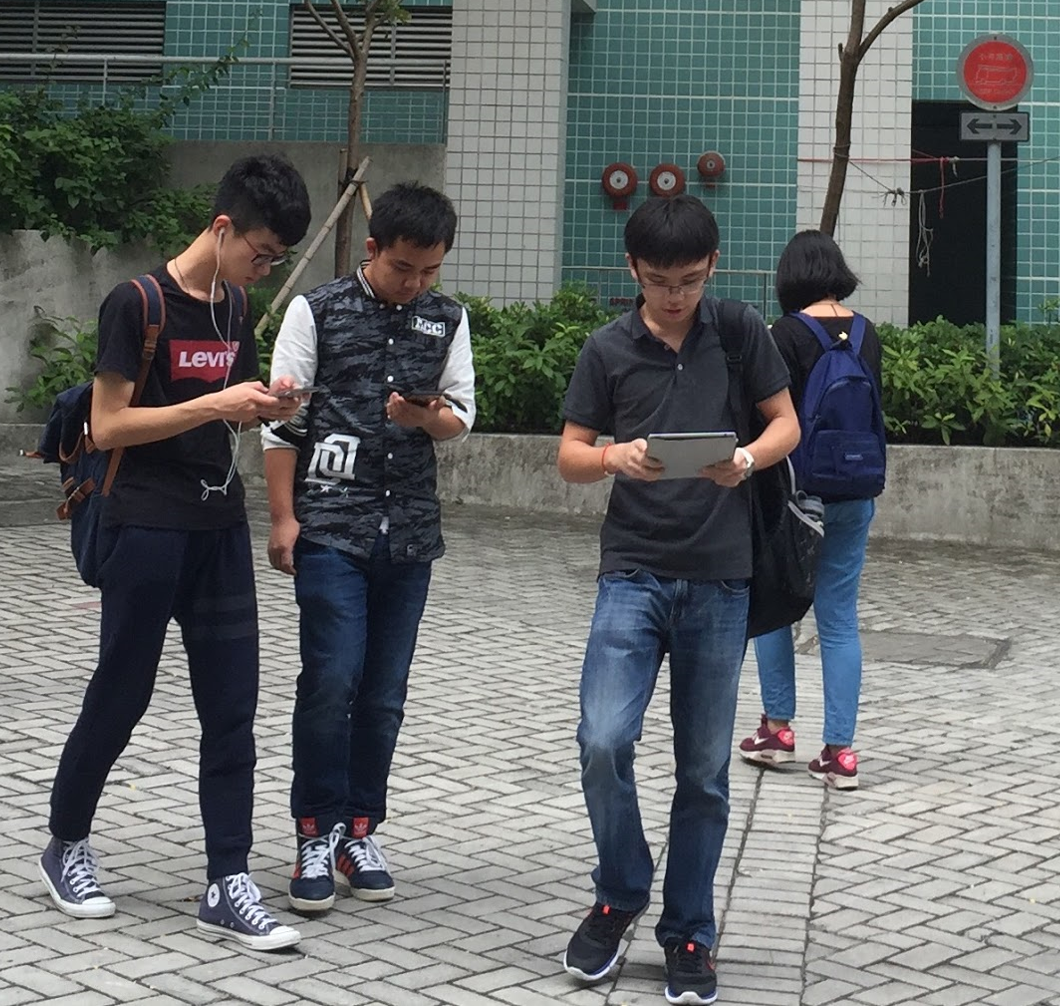
Une question récurrente au début du XXIe siècle : comment résister au pouvoir attractif des écrans ?

Sur la base de ce consensus, un certain nombre de thérapeutes émettent aujourd'hui des craintes : la généralisation du web 2.0 (ou "web participatif") et notamment l'usage des pseudonymes sur la toile (pour conserver son anonymat) présente trois risques majeurs, étroitement liés :
* celui que l'internaute use de son clavier et de son écran sinon pour se défouler, du moins pour lever ses refoulements, comme dans une cure, mais sans en payer le prix (au sens propre du terme comme au sens figuré : sans se soumettre au regard de l'autre) ;
* le fait que la "gratuité" de cette pratique et le fait qu'elle s'opère sous anonymat rendent de facto celle-ci inopérante ;
* enfin, résultat de l'échec de cette pratique d'un point de vue thérapeutique, la tentation de vouloir renouveler celle-ci indéfiniment. Ainsi s'expliquerait, entre autres raisons, le phénomène de l'addiction aux écrans.
En ce début de siècle, les débats semblent s'être inversés par rapport à ceux du temps de l'émergence de la psychanalyse : il ne s'agit plus tant de "mettre un terme aux résistances" que de "lutter contre ses dépendances". À cet égard, mettre en action les résistances du moi (contre les pulsions à l'œuvre dans la nomophobie) deviendrait une posture vertueuse et salutaire.
Alors que certains experts en neurosciences estiment que « laisser les enfants et les adolescents face à des écrans relève de la maltraitance », une question se pose, récurrente : internet amplifie t-il les addictions comportementales ? Plus précisément : plutôt que simplement « limiter le temps d'usage des écrans » ou « apprendre à s'en servir », comme l'affirme Serge Tisseron, "résister" aux écrans ne revient t-il pas à s'extraire du pouvoir de séduction des influenceurs web en prenant conscience du fait que leur désinhibition n'est qu'apparente car purement factice, reposant non pas sur leurs capacités personnelles (une quelconque "force de caractère") mais, exclusivement, sur la puissance des algorithmes contenus dans les artéfacts qu'ils manipulent ?[réf. nécessaire]
À ces questionnements d'ordre psychologique s'en ajoutent d'autres, cette fois d'ordre socio-politique mais qui concernent cependant les individus dès lors qu'ils sont aliénés à leurs écrans : si l'économie mondiale est dictée par les "géants du web", dont les chiffres d'affaires dépassent les PIB de bon nombre de nations, sera t-il longtemps possible de leur résister ?